# Tabel van gemeenten in Overijssel
Hieronder staat een tabel van alle gemeenten in de Nederlandse provincie Overijssel.
| Gemeente        | Inwoners | Landoppervlakte (km²) | Grootste plaatsen                                               | Locatie        |
| --------------- | -------- | --------------------- | --------------------------------------------------------------- | -------------- |
| Almelo          | 74.355   | 67,27                 | Aadorp, Bornerbroek, Mariaparochie                              | Kaart gemeente |
| Borne           | 24.632   | 26,00                 | Borne                                                           | Kaart gemeente |
| Dalfsen         | 29.684   | 165,07                | Dalfsen, Lemelerveld, Nieuwleusen                               | Kaart gemeente |
| Deventer        | 103.402  | 130,68                | Bathmen, Colmschate, Deventer, Diepenveen, Schalkhaar           | Kaart gemeente |
| Dinkelland      | 26.741   | 175,71                | Denekamp (gemeentehuis), Ootmarsum, Weerselo                    | Kaart gemeente |
| Enschede        | 161.741  | 140,83                | Enschede, Glanerbrug                                            | Kaart gemeente |
| Haaksbergen     | 24.360   | 104,82                | Haaksbergen                                                     | Kaart gemeente |
| Hardenberg      | 62.935   | 312,28                | Dedemsvaart, Hardenberg                                         | Kaart gemeente |
| Hellendoorn     | 36.271   | 137,91                | Hellendoorn, Nijverdal                                          | Kaart gemeente |
| Hengelo         | 83.051   | 60,84                 | Hengelo, Beckum                                                 | Kaart gemeente |
| Hof van Twente  | 35.438   | 212,56                | Delden, Goor, Markelo                                           | Kaart gemeente |
| Kampen          | 56.186   | 142,18                | Kampen                                                          | Kaart gemeente |
| Losser          | 23.380   | 98,76                 | De Lutte, Losser, Overdinkel                                    | Kaart gemeente |
| Oldenzaal       | 31.794   | 21,55                 | Oldenzaal                                                       | Kaart gemeente |
| Olst-Wijhe      | 18.843   | 113,84                | Boskamp, Olst, Wesepe, Wijhe                                    | Kaart gemeente |
| Ommen           | 19.035   | 179,90                | Beerzerveld, Lemele, Ommen, Varsen, Witharen                    | Kaart gemeente |
| Raalte          | 38.364   | 170,99                | Heino, Raalte                                                   | Kaart gemeente |
| Rijssen-Holten  | 38.676   | 94,13                 | Holten, Rijssen                                                 | Kaart gemeente |
| Staphorst       | 17.738   | 133,99                | IJhorst, Rouveen, Staphorst                                     | Kaart gemeente |
| Steenwijkerland | 45.480   | 288,27                | Steenwijk                                                       | Kaart gemeente |
| Tubbergen       | 21.393   | 147,00                | Albergen, Geesteren, Harbrinkhoek, Langeveen, Reutum, Tubbergen | Kaart gemeente |
| Twenterand      | 34.071   | 106,17                | Den Ham, Vriezenveen, Vroomshoop, Westerhaar-Vriezenveensewijk  | Kaart gemeente |
| Wierden         | 24.929   | 94,63                 | Enter                                                           | Kaart gemeente |
| Zwartewaterland | 23.447   | 82,49                 | Genemuiden, Hasselt, Zwartsluis                                 | Kaart gemeente |
| Zwolle          | 133.133  | 111,10                | Zwolle, Windesheim                                              | Kaart gemeente |

Drenthe · Flevoland · Friesland · Gelderland · Groningen · Limburg · Noord-Brabant · Noord-Holland · Overijssel · Utrecht · Zeeland · Zuid-Holland